# Cretargentina chapmani
Cretargentina chapmani è un pesce osseo estinto, appartenente agli argentiniformi. Visse nel Cretaceo superiore (Santoniano, circa 83 - 86 milioni di anni fa) e i suoi resti fossili sono stati ritrovati in Italia.

## Descrizione
Questo piccolo pesce era lungo solo pochi centimetri, e assomigliava vagamente alle attuali argentine (Argentinidae), con le quali è lontanamente imparentato. Il corpo era snello e allungato, e terminava in una pinna caudale bolobata e dotata di 19 raggi principali. Le pinne pettorali erano composte da una piccola spina anteriore e da 14 raggi. Le pinne ventrali erano allungate, con circa 8 raggi in media. La testa era caratterizzata da un mesetmoide lungo e stretto affiancato da ossa nasali tubolari. Le mascelle erano prive di denti e allungate. Erano presenti due supramaxillae ben sviluppate. La mandibola era massiccia. Il canale sensoriale del preopercolo era fornito di diverticoli ventrali.  

## Classificazione
Cretargentina, come suggerisce il nome, è un rappresentante degli argentiniformi, un gruppo di pesci teleostei precedentemente classificati tra gli osmeriformi, attualmente rappresentati da forme molto diversificate, come gli argentinidi, l'alepocefalo e l'opistoprotto. In particolare, Cretargentina sembrerebbe essere stato un rappresentante della famiglia più arcaica dell'ordine, i Pattersonellidae.
Cretargentina chapmani venne descritto per la prima volta nel 2013, sulla base di resti fossili ritrovati in Puglia, nella zona di Apricena (provincia di Foggia).